# Волков Костянтин Степанович
Костянтин Степанович Волков (30 липня 1947, м. Золочів, Україна - 6 квітня 2019, м. Тернопіль, Україна) — український вчений-біолог, педагог. Доктор біологічних наук (1996), професор (1997). Член Української академії наук національного прогресу (1997), Міжнародної академія наук інтегральної антропології (1997).

## Життєпис
Костянтин Степанович Волков народився 30 липня 1947 року в місті Золочеві Львівської області (тоді — УРСР).
Закінчив фізичний факультет Ужгородського університету (1970), біологічний факультет Тернопільського педагогічного інституту (1981, нині національний університет).
Від 1972 працював в Тернопільському державному медичному університеті імені І. Я. Горбачевського: науковий співробітник, старший викладач, доцент (1984—1995), від 1995 — завідувач кафедри гістології, проректор з наукової роботи (2005—2006). Директор навчально-наукового інституту морфології ТДМУ (2006—2012).
Член 2 спеціалізованих вчених рад. Член редакційних колегій журналів «Вісник морфології», «Науковий вісник Ужгородського університету», «Вісник наукових досліджень», «Здобутки експериментальної та клінічної медицини».

## Доробок
Автор винаходів, наукових праць із морфогенезу деструктивних і регенераторних процесів у нейроендокринній системі та опікових ранах.

## Нагороди
- Медаль «За трудову доблесть» (1981).
- Премія Академії наук у галузі біології, хімії і медицини[яка?] (2003).
- Грамота Верховної Ради України (2017).[1][2]